# Matthew Wilson (nadador)
Matthew Wilson (Penrith, 8 de diciembre de 1998) es un deportista australiano que compitió en natación.
Ganó dos medallas en el Campeonato Mundial de Natación de 2019 y una medalla bronce en el Campeonato Pan-Pacífico de Natación de 2018.

## Palmarés internacional
| Campeonato Mundial      | Campeonato Mundial      | Campeonato Mundial | Campeonato Mundial      |
| Año                     | Lugar                   | Medalla            | Prueba                  |
| ----------------------- | ----------------------- | ------------------ | ----------------------- |
| 2019                    | Gwangju (Corea del Sur) | Medalla de oro     | 4 × 100 m estilos mixto |
| 2019                    | Gwangju (Corea del Sur) | Medalla de plata   | 200 m braza             |
| Campeonato Pan-Pacífico |                         |                    |                         |
| Año                     | Lugar                   | Medalla            | Prueba                  |
| 2018                    | Tokio (Japón)           | Medalla de bronce  | 200 m braza             |